# Mezinárodní hydrografická organizace
Mezinárodní hydrografická organizace (anglicky International Hydrographic Organization) je mezivládní orgán zabývající se hydrografickými otázkami. Sídlo má v Monaku. V současnosti má 93 členských států, zakládajících bylo 18. Organizace byla založena roku 1921 pod názvem Mezinárodní hydrografická kancelář, na základě dohod z mezinárodní konference konané roku 1919. Současný název přijala v roce 1970. Hlavním cílem organizace je zajistit, aby světová moře, oceány a splavné řeky byly řádně zmapovány. Děje se tak stanovením mezinárodních standardů a koordinací snah národních hydrografických úřadů. Pro geografy je důležité, že organizace stanovuje hranice a mezinárodně uznané názvy jednotlivých světových moří. Ačkoli není agenturou Organizace spojených národů, má v OSN status pozorovatele a je v něm uznávaným arbitrem v otázkách mapování moří a oceánů. Ve většině mezinárodních námořních smluv se používají normy a specifikace Mezinárodní hydrografické organizace. Její standardy jsou volně přístupné a jsou základem pro elektronické navigační mapy. V roce 2010 představila organizace nový, moderní hydrografický geoprostorový standard pro modelování mořských dat a informací, známý jako S-100. Ten se stal součástí strategie e-Navigation, kterou schválila Mezinárodní námořní organizace OSN.